# Colibrí ermità becserrat
El colibrí ermità becserrat (Ramphodon naevius) és un ocell de la subafamília dels fetornitins (Phaethornithinae), dins la família dels troquílids (Trochilidae). És l'única espècie del gènere Ramphodon (Lesson, R, 1830). Habita els boscos de les terres baixes del sud-est del Brasil.